# Kolaboranci
Kolaboranci – polski zespół postpunkowy.

## Historia

### 1986-1993
Został założony jesienią 1986 w Szczecinie przez wokalistę/autora tekstów Przemysława Thiele, gitarzystę Tadeusza Balandyka, basistę Marka „Bruno” Chrzanowskiego i perkusistę Krzysztofa „Noska” Woźniakowskiego, którego wkrótce zastąpił Piotr Banach (w tym czasie grający równolegle w zespołach Grass i Kumader). Muzycy zadebiutowali wiosną 1987 w jednym ze szczecińskich klubów. Latem wzięli udział w festiwalu w Jarocinie. Jesienią Marka Chrzanowskiego zastąpił Jacek Chrzanowski (jego młodszy brat). W 1988 zespół ponownie wystąpił w Jarocinie oraz na Mokotowskiej Jesieni Muzycznej w Warszawie. Na początku następnego roku Kolaboranci wzięli udział m.in. w Letniej Zadymie w Środku Zimy z którego dwie piosenki: „Czekoladowy krem” i „Dżinsy” trafiły na album kompilacyjny różnych wykonawców Letnia zadyma w środku zimy. W tym czasie grupa nagrała materiały, które były rozprowadzane w postaci dwóch kaset: I my kiedyś będziemy grać przeboje (1988) oraz The Heat (1990). W 1989 Kolaborantów opuścili Banach (trafił do Dum Dum, a później do Hey) i Balandyk. Na ich miejsce przyszli: gitarzysta Krzysztof Sak oraz perkusista Lech Grochala i już nimi (a także z gościnnym udziałem Banacha) zespół nagrał debiutancki album A może to ja?. W 1991 grupa wystąpiła m.in. na „Róbrege” oraz po raz pierwszy zorganizowała w Szczecinie swoją własną (urodzinową) imprezę pt. „Kolabonight” (w późniejszych latach brało w niej udział wielu artystów z całej Polski tj. Dezerter czy Alians). W tym samym roku ukazał się drugi album Kolaborantów pt. Znów po stronie większości. Rok później muzycy nagrali kolejną płytę Ciało i drewno (do składu dołączył gitarzysta Wojtek Wójcicki), który ukazał się w 1993. Na początku 1993 szeregi zespołu opuścił Jacek Chrzanowski (przeszedł do grupy Hey) – jego miejsce zajął Kamil Madera. Pod koniec tego samego roku grupa przerwała działalność.

### 1994–1995
W 1994 Thiele i Madera reaktywowali Kolaborantów uzupełniając skład gitarzystą Mariuszem Bączkiewiczem (z Quo Vadis) i perkusistą Jakubem Rutkowskim (wcześniej brał gościnny udział w nagraniach Ciało i drewno). W tym składzie nagrali kolejną płytę Kukieł i pod koniec 1995 po raz kolejny zawiesili działalność.

### 2002
W 2002 ukazał się dwupłytowy album To my urodzeni w latach 60-tych zawierający nagrania demo z początkowego okresu kariery.

### od 2006

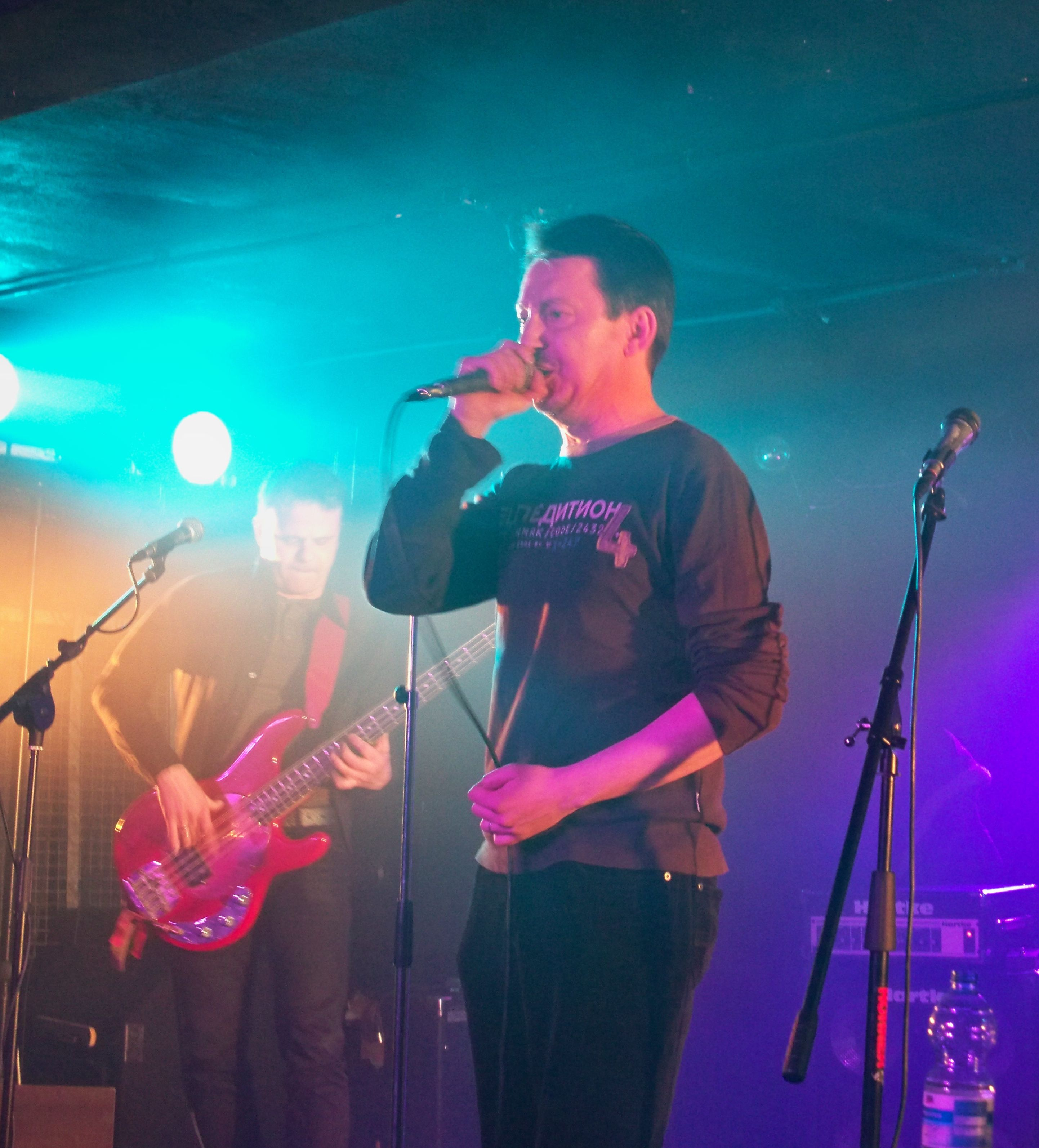
Występ Kolaborantów w warszawskim klubie Fonobar. 4 kwietnia 2013 r.

W 2006 zespół po raz kolejny wznowił działalność. W styczniu 2007 ukazała się reedycja albumu Kukieł na CD z bonusowym utworem „Zegarmistrz” do którego został nagrany teledysk.
W wyniku problemów zdrowotnych wokalisty i lidera zespołu, Przemysława Thiele, Kolaboranci w okresie 2007–2009 na pewien czas zaprzestali aktywności koncertowej, jednak już na początku roku 2009 zespół powrócił na scenę, a z czasem związał się ze szczecińską wytwórnią Jimmy Jazz Records, którą od lat dowodzi, były manager zespołu z lat 90. i autor części tekstów – Zdzisław Jodko.
Dla Jimmy Jazz Records Kolaboranci zarejestrowali album koncertowy zatytułowany My tu stoimy wzbogacony dyskiem DVD z teledyskami, filmem o zespole i fragmentem koncertu z płyty audio. Krążek wydany został jesienią 2011 roku. Rok później firma Jimmy Jazz Records wydała pierwszą od lat studyjną płytę Kolaborantów, tytułem Transparenty nawiązującą do jednego z największych przebojów zespołu. Album okazał się świetną wizytówką aktualnej działalności muzyków, przywołując okres najlepszych dokonań grupy, a zespół wrócił na dobre do grania koncertów.
W roku 2013 wydano reedycję CD i LP z pierwszym albumem zespołu zatytułowanym A może to ja?. Wydawcą ponownie będzie Jimmy Jazz Records, a historia zespołu zatoczy koło, bowiem materiał ten wydany został niegdyś na kasecie przez wytwórnię Rock’N’Roller, będącą poprzedniczką Jimmy Jazz Records.
2016
W lipcu 2014 roku Kolaborantów opuścił  Mariusz Doszyń, a na jego miejsce trafił gitarzysta Tomasz Samselski oraz w lutym 2016 roku opuścił również grupę Dariusz Siudak i na jego miejsce trafił basista Michał Podciechowski.
W połowie 2016 roku Kolaboranci weszli do studia, aby zarejestrować swój najnowszy materiał. Premiera płyty o tytule Wirus międzynarodowy miała miejsce 15 października 2016 roku, niemal 4 lata po pojawieniu się ostatniego albumu.

## Skład

### Obecny
- Przemysław Thiele – wokal
- Michał Zmaczyński – gitara (2006–2007, od 2017)
- Michał Podciechowski – gitara basowa (od 2016)
- Piotr "Dziad" Kacprzyk – perkusja (od 2008)

### Byli muzycy
- Marek "Bruno" Chrzanowski – gitara basowa (1986–1987)
- Piotr Banach – perkusja (1987–1989), gitara (1989–1990)
- Jacek Chrzanowski – gitara basowa (1987–1993)
- Krzysztof "Nosek" Woźniakowski – perkusja (1986–1987)
- Tadeusz Balandyk – gitara (1986–1989)
- Krzysztof Sak – gitara (1989–1991)
- Kamil Madera – gitara basowa (1994–1995, 2006–2009)
- Wojciech Wójcicki – gitara (1991–1994)
- Mariusz Bączkiewicz – gitara (1995)
- Jakub Rutkowski – perkusja (1992, 1994–1995)
- Lech "Groszek" Grochala – perkusja (1989–1994, 2006–2007)
- Jarosław Kujawski – gitara (2009–2012)
- Mariusz Doszyń – gitara (2008-2014)
- Dariusz Siudak – gitara basowa (2009–2016)
- Tomasz Samselski – gitara (od 2014–2017)

## Dyskografia
Źródło.

### Albumy
- A może to ja? (MC i LP 1991, CD 1992)
- Znów po stronie większości (MC i LP 1991, CD 1992)
- Ciało i drewno (MC i CD 1993)
- Kukieł (MC 1995, CD 2007)
- To my urodzeni w latach 60-tych (CD 2002)
- My tu stoimy... live (koncertowy, CD/DVD 2011)[6]
- Transparenty (CD 2012)
- Wirus międzynarodowy (CD 2016)
- Stan Pokojowy (CD 2021)

### Albumy demo
- Potęga Bluesa (MC 1987)
- I my kiedyś będziemy grać przeboje (MC 1988)
- The Heat (MC 1990)

### Kompilacje różnych wykonawców/splity
- Garaż Live (koncertowe, 1987 [?])
- Jarocin ’88 (LP 1989) – utwór: "Transparentyzm"
- Letnia zadyma w środku zimy (LP 1989) – utwory: "Czekoladowy krem" i "Dżinsy"
- Live (demo 1989 – split z Prowokacją)
- Ewolucja I (demo 1989 – split z Popłochem wśród dziewcząt)
- Prowadź mnie ulico:
  - Prowadź mnie ulico vol. 6 (2014), utwór nr 2 pt. „Kukieł”, utwór nr 12 pt. „Pociąg Do H.”, utwór nr 22 pt. „Transparenty”, utwór nr 26 pt. „Dajcie Mi Wasze Głosy”[7][8][9]
  - Prowadź mnie ulico vol. 7 & 8 (2021), płyta CD1, utwór nr 5 pt. „Gdzie jesteś ty?”, utwór nr 14 pt. „Głupota”[10][11].